# Beate Battenfeld
Beate Battenfeld (* 4. April 1963 in Solingen) ist eine deutsche Historikerin und Archivarin. Sie war Vorsitzende des BGV Bergischer Geschichtsvereins (2008–2013).

## Leben
Battenfeld studierte Geschichte, Politik und Volkskunde an der Rheinischen Friedrich-Wilhelms-Universität in Bonn und der Universität Münster. Ihren Magisterabschluss erhielt sie 1991. Ab 1992 war sie Angestellte in der Registratur des Deutschen Industrie- und Handelstages in Bonn. Von 1993 bis 1996 arbeitete sie als wissenschaftliche Mitarbeiterin in der Stiftung Design-Sammlung Schriefers Wuppertal, die an der Bergischen Universität beheimatet ist. Beim Bundesverband der Deutschen Ziegelindustrie in Bonn war Battenfeld wissenschaftliche Mitarbeiterin (1996 bis 1997). Schließlich wurde sie 1997 promoviert durch Hermann J. Mahlberg zum Thema der geschichtlichen Entwicklung der Ziegelindustrie im Bergischen Land. Ab 1997 war sie Unternehmensarchivarin der Firma Vorwerk & Co. in Wuppertal. Weitere Tätigkeiten hatte sie beim Westdeutschen Rundfunk Köln, Abteilung Bibliothek und Archive und bei der Stiftung Rheinisch-Westfälisches Wirtschaftsarchiv (RWWA) in Köln.
Seit August 2000 ist sie freiberuflich als Historikerin und Archivarin tätig. Im selben Jahr wurde Battenfeld Vorsitzende der Abteilung Solingen des Bergischen Geschichtsvereins und ab 2008 des Gesamtvereins BGV. Den Vorsitz des Gesamtvereins gab sie 2013 ab, den in Solingen 2025. Weiterhin ist sie Mitglied der Vereinigung deutscher Wirtschaftsarchivare e. V.

## Schriften
- Die Ziegelindustrie im Bergischen Land. Ein wirtschaftshistorischer Beitrag zur Architekturgeschichte und Denkmalpflege. Hrsg.: Bergischer Geschichtsverein Abteilung Solingen. Solingen 1998, ISBN 3-925626-17-4.
- mit Florian Speer: Vorwerk & Co. und seine Arbeiter im Zweiten Weltkrieg. Hrsg.: Vorwerk & Co. Wuppertal. Wuppertal 2000, ISBN 3-00-005735-8.
- 100 Jahre Lutherkirche Solingen [1901–2001]. Hrsg.: Evangelische Luther-Kirchengemeinde Solingen. Solingen 2001.
- Niedergaul bei Wipperfürth. Industriestandort mit Tradition. Hrsg.: Jokey-Plastik-Wipperfürth. Wipperfürth 2003, ISBN 3-00-011556-0.
- Pumpen, Speichern, Verteilen. Relikte früher Wasserversorgung. Hrsg.: Bergischer Geschichtsverein Abteilung Solingen. Solingen 2004, ISBN 3-925626-25-5.
- Das Schönste was uns blüht. Der Botanische Garten in Solingen. Hrsg.: Bergischer Geschichtsverein Abteilung Solingen. Solingen 2006.
- Platz-Geschichte. Neumarkt und Graf-Wilhelm-Platz in Solingen. Hrsg.: Bergischer Geschichtsverein Abteilung Solingen. Solingen 2007.
- Rathäuser in Solingen. Vergangenheit – Gegenwart – Zukunft. Hrsg.: Bergischer Geschichtsverein Abteilung Solingen. Solingen 2008, ISBN 978-3-925626-33-3.
- 75 Frauen. Solinger Persönlichkeiten. Hrsg.: Bergischer Geschichtsverein Abteilung Solingen. Solingen 2010.
- mit Ute Koch-Reher: 125 Jahre Cafés in Solingen-Mitte. Hrsg.: Bergischer Geschichtsverein Abteilung Solingen. Solingen 2020.
- Beiträge zur Geschichte der Stadt Solingen. Hrsg.: Bergischer Geschichtsverein Abteilung Solingen. Solingen 2021.
- Beiträge zur Geschichte der Stadt Solingen, Band 2. Hrsg.: Bergischer Geschichtsverein Abteilung Solingen. Solingen 2022.